# Houda Mzioudet
Houda Mzioudet (arabe : هدى مزيودات) est une journaliste et militante antiraciste tunisienne.

## Biographie
Houda Mzioudet est titulaire d'un master en études culturelles britanniques de l'université de La Manouba et travaille comme journaliste et chercheuse spécialisée dans les affaires nord-africaines. Elle a contribué à plusieurs médias dont Al Jazeera English, la BBC, la Deutsche Welle et Radio Canada. Elle a également effectué plusieurs recherches pour des groupes de réflexion et des organisations internationales tels que la Brookings Institution, la Fondation Carnegie pour la paix internationale, l'Institut des États-Unis pour la paix et Oxfam.
Mzioudet est également une pionnière dans la lutte contre le racisme en Tunisie. En 2012, elle fonde avec Maha Abdelhamid et d'autres militantes antiracistes l'association ADAM pour l'égalité et le développement, la première association pour la défense des Noirs en Tunisie.
Le 23 janvier 2020, face à l'invisibilité des femmes noires en Tunisie, elle fonde avec six autres militantes noires le premier mouvement de femmes noires tunisiennes : Anbar, voix des femmes noires tunisiennes. Selon Houda Mzioudet, ce mouvement vise à rompre avec une « société encore dominée par l'image unique de la femme blanche comme porte-étendard de la Tunisie plurielle ». Le choix de la date n'est pas anodin puisque le 23 janvier est une date symbolique correspondant à la date d'abolition de l'esclavage en Tunisie en 1846.

## Publication
- (en) Megan Bradley, Ibrahim Fraihat et Houda Mzioudet, Libya's Displacement Crisis : Uprooted by Revolution and Civil War, Washington, Georgetown University Press, 2015, 88 p. (ISBN 978-1-626-16329-4)[2].